# Riácico
Na escala de tempo geológico, o Riácico é o período da era Paleoproterozoica do éon Proterozoico que está compreendido entre há 2300 milhões de anos e 2050 milhões de anos, aproximadamente. O período Riácico sucede o período Sideriano e precede o período Orosiriano, ambos de sua era. Como os outros períodos de seu éon, não se divide em épocas.
O nome Riácico tem origem no grego "rhyax" e que significa "fluxo de lava", devido à existência desses fluxos em grande quantidade neste período. A Glaciação Huroniana, que é a mais antiga da qual existem vestígios, ocorreu entre há 2400 a 2100 milhões de anos, começando durante o período Sideriano e terminando durante o período Riácico, após a Catástrofe do Oxigênio. Foi uma das mais severas glaciações da história geológica da Terra e alguns geólogos acreditam que foi muito semelhante à da "Terra bola de neve" ocorrida no Neoproterozoico. O Complexo de Bushveld e outras formações semelhantes surgiram neste período. No Gabão existe uma formação denominada Francevillian Grup, com idade estimada de 2100 milhões de anos, onde são encontrados os primeiros organismos macroscópicos que coincidem com o início da acumulação de oxigênio livre na atmosfera.